# 入船亭遊京
入船亭 遊京（いりふねてい ゆうきょう、1988年3月18日 - ）は、愛媛県松山市出身の落語家。入船亭扇遊門下の二ツ目。本名：亀井 祐一郎。出囃子は「満洲娘」。

## 経歴
愛媛大学教育学部附属中学校、愛媛県立松山東高等学校を経て、京都大学農学部を卒業。
2010年10月、入船亭扇遊に入門。2011年5月に前座となる。前座名は「ゆう京」。
2015年11月1日に林家つる子、金原亭馬久、林家扇兵衛と共に二ツ目昇進、「遊京」と改名する。遊京の「京」は、京都大学の「京」である。2017年より中国縦断の旅に出る。
2025年9月21日より、柳家やなぎ、林家なな子、吉原馬雀、金原亭馬久と共に真打に昇進し、「入船亭扇白（せんぱく）」に改名する予定。

## 芸歴
- 2010年10月 - 入船亭扇遊に入門。
- 2011年5月 - 前座となる、前座名「ゆう京」。
- 2015年11月 - 二ツ目昇進、「遊京」と改名。

## 人物
愛媛大学教育学部附属中学校在学中のあだ名は、『総長』と呼ばれていた。何故、総長と呼ばれるようになったのかは不明だが、同級生のほとんどの友人はそう呼んでいた。
生徒会に所属し、書記を務める。
全校朝礼の際に、毎回『世界の挨拶』を紹介するコーナーを企画しており、自ら登壇し、生徒を囃し立てるようにドイツ語、中国語等、外国語の挨拶の方法を披露していた。
師匠扇遊の家でベランダにおかみさんがいたことを知らずに鍵を掛けて閉め出してしまった。
新宿末廣亭でマイクをお客さんに向けて出した。

## 受賞歴
- 2024年　第3回プリモ芸術コンクール落語部門 グランプリ[4]